# اولد ویک
اولد ویک (انگلیسی: The Old Vic) یک تئاتر واقع در جنوب شرق ایستگاه واترلو در لندن است.